# Guerre russo-turque de 1676-1681
Pour les articles homonymes, voir Guerres russo-turques.
Guerres russo-turques
Batailles
Tchyhyryne
La guerre russo-turque de 1676-1681 est un conflit ayant opposé les empires russe et ottoman dans la seconde moitié du XVIIe siècle, avec comme enjeu la domination territoriale de l'Ukraine à partir de la ville stratégique de Tchyhyryne, située  sur la rive droite du Dniepr, c'est-à-dire en Ukraine occidentale.

## Origine du conflit
Après avoir envahi et dévasté la Podolie lors de la guerre contre la Pologne de 1672–1676, le gouvernement ottoman cherchait à étendre sa domination sur la partie de l'Ukraine s'étendant à l'ouest de la rive droite du Dniepr, avec l'appui de son vassal (depuis 1669) le hetman Petro Dorochenko. Or, la politique pro-turque de ce dernier mécontentait de nombreux cosaques ukrainiens, lesquels désignèrent en 1674 Ivan Samoïlovitch, le hetman d'Ukraine orientale, comme unique hetman de toute l'Ukraine.

## Déroulement des opérations militaires

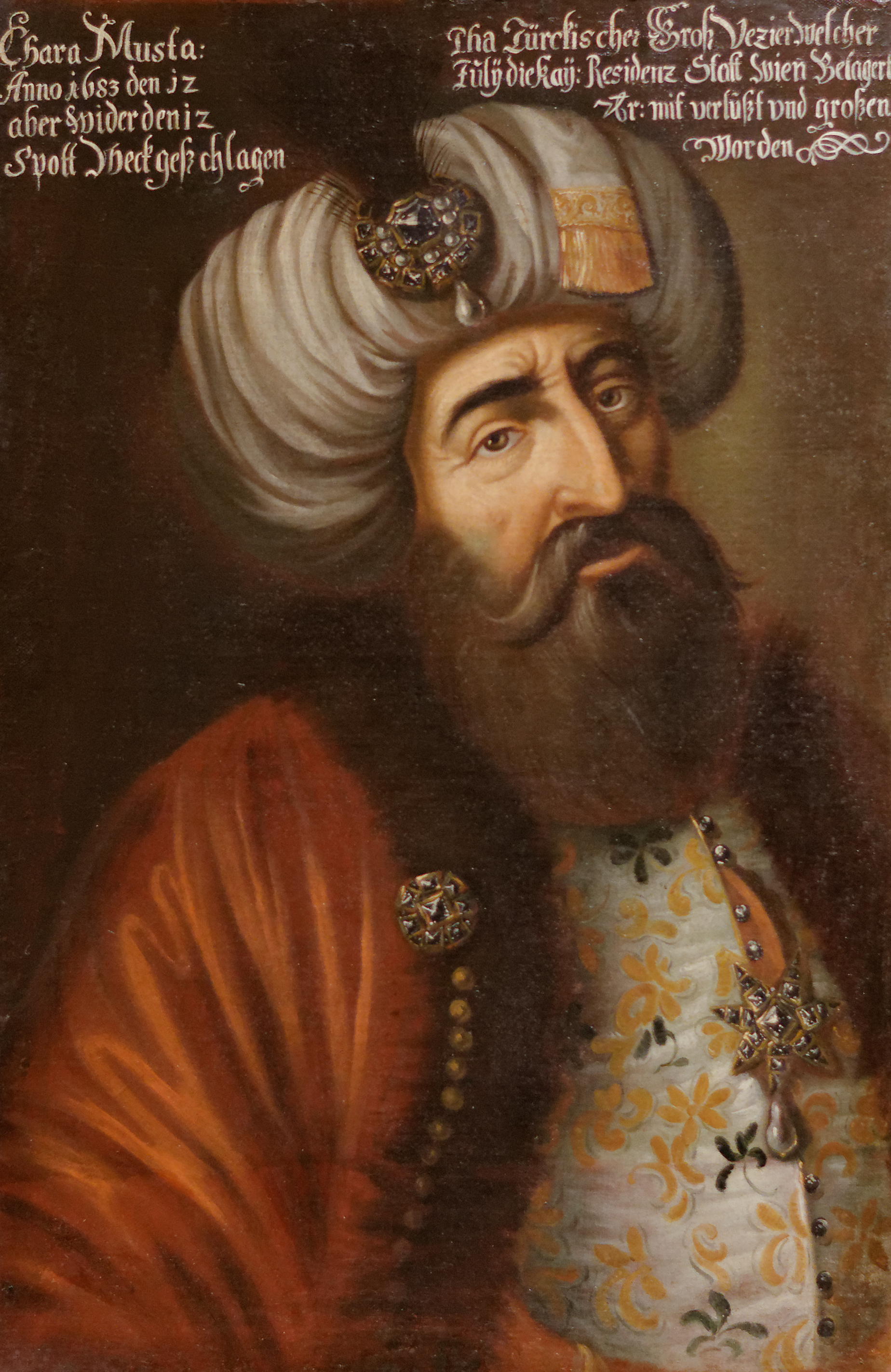
Portrait de Kara Mustafa (1634-1683), Grand Vizir.

Dorochenko décide d'attaquer. En 1676, son armée, forte de 12 000 hommes, s'empare de la ville de Tchyhyryne, comptant sur le soutien d'une armée turque composée de Tatars de Crimée. Mais les forces russes et ukrainiennes commandées par Samoïlovitch et le prince Romodanovski mettent le siège devant Tchyhyryne et obtiennent la reddition de Dorochenko. L'armée russo-ukrainienne se retire ensuite sur la rive gauche du Dniepr en laissant une garnison dans Tchyhyryne. Le sultan turc nomme alors Iouri Khmelnytsky, son ancien prisonnier de guerre, hetman d'Ukraine occidentale. En juillet 1677, il donne l'ordre à son armée de 120 000 hommes placée sous le commandement d'Ibrahim Pacha de marcher à son tour sur Tchyhyryne, mais celui-ci ne parvient pas à reprendre la ville.
En juillet 1678, une armée turque d'environ 80 000 hommes ayant à sa tête le Grand vizir Kara Mustafa et aidée par les armées roumaines menées par les princes Gheorghe Duca et Antonie Ruset, assiège une nouvelle fois Tchyhyryne et réussit le 11 août 1678 à entrer dans la ville, qui est en grande partie détruite. L'armée russo-ukrainienne (200 000 hommes) devra à nouveau se replier derrière le Dniepr après avoir battu l'armée turque lancée à sa poursuite, ce qui lui assure la sécurité par la suite. Après la guerre, Gheorghe Duca, prince de Moldavie, a été installé hetman d'Ukraine.
En 1679 et 1680, les Russes repoussent à nouveau les attaques des Tatars de Crimée et le 3 janvier 1681 les belligérants signent le traité de Bakhtchissaraï établissant la frontière russo-turque sur le Dniepr.

## Source
- (en) Cet article est partiellement ou en totalité issu de l’article de Wikipédia en anglais intitulé « Russo-Turkish War (1676–81) » (voir la liste des auteurs).